# Borgmester
En borgmester er den øverste administrative og politiske leder i en kommune såvel i Danmark som i udlandet. Kommunalbestyrelsens formand betegnes borgmester, jf. kommunestyrelsesloven § 3, stk. 3. Borgmesteren vælges enten direkte af vælgerne eller af medlemmerne af kommunens folkevalgte forsamling.

## Valg af borgmester
I Danmark vælges borgmestrene af kommunalbestyrelsen/byrådet som led i den konstituering, der foregår umiddelbart efter kommunalvalgets afholdelse. Det sker ved simpelt flertal, således at den største valggruppe kan udpege borgmesteren. Borgmesteren er udover at være leder af kommunalbestyrelsen/byrådet også født formand for kommunens økonomiudvalg, der træffer de overordnede økonomiske dispositioner i kommunen.
I København hedder den øverste politiske leder imidlertid overborgmester, mens en borgmester er leder af et bestemt forvaltningsområde, fx skoleområdet. Københavns Kommune består af syv forvaltninger; men ingen af københavnsk forvaltning har navnet Borgmesterforvaltningen. Betegnelsen Borgmesterforvaltningen anvendes i såvel Aalborg Kommune som Odense Kommune. I Aarhus Kommune findes Borgmesterens Afdeling.

## Ordets oprindelse
Ordet kom ind i dansk sprogbrug via plattysk i middelalderen som en betegnelse for formanden i købstædernes råd. En sådan formand omtales første gang i Slesvig i 1342 under den latinske titel proconsul og kort efter også andetsteds, og i hvert fald siden begyndelsen af 1400-tallet blev borgmester og råd den stående benævnelse på magistraten i byerne. Der fandtes dengang i almindelighed to borgmestre i hver by (København og Malmø fik senere endog fire), og embederne blev vistnok besat ved valg af rådmændene i forening med borgerskabet. Dog begyndte kongen snart at forbeholde sig en stadfæstelses- eller indsættelsesret, og denne udvikling fortsattes efter reformationen, således at borgmesteren efterhånden fra at være en borgerlig gik over til at blive en kongelig embedsmand. Efter 1660 blev det slået fast, at borgmesteren skulle udnævnes af kongen, men ved den 1682 gennemførte store reduktion af øvrighedspersonernes antal forsvandt stillingen tillige med hele rådet i omtrent halvdelen af købstæderne, hvor byfogeden i fremtiden skulle besørge magistratsforretningerne. På denne vej gik man senere videre, så at det efterhånden blev en sjælden undtagelse, at en købstad havde en særlig fra byfogeden forskellig magistrat. I 1915 fandtes en sådan således kun i København, Helsingør, Odense, Aalborg, Randers, Aarhus og Esbjerg og bestod her kun af en enkelte borgmester, idet de øvrige borgmestre og rådmænd i tidens løb var forsvundet.
Imidlertid blev det med loven om købstadskommuner af 26. maj 1868 bestemt, at disse skulle styres af et byråd med et antal valgte medlemmer og en af kongen beskikket borgmester som formand. Betegnelsen borgmester kunne derfor i en årrække både være en øvrighedsperson og formanden for byrådet.

## Nyere tid
I sognekommunerne begyndte man fra 1920'erne enkelte steder også at bruge betegnelsen borgmester om sognerådsformanden, og med kommunalreformen i 1970 kom kommunalbestyrelsens formænd overalt til at hedde borgmestre. Ved samme lejlighed fik den politiske og administrative leder i et amt titel af amtsborgmester.
Siden strukturreformen i 2007 har Danmark haft 98 kommuner, der hver har én borgmester, bortset fra København, der har én overborgmester og seks borgmestre.

## Borgmesterklage
En borgmesterklage består i at klage direkte til kommunens borgmester; en borgmesterklage vedrører klage over kommunens forvaltning og tilsidesættelse af sagsbehandlingsregler.